# Зайцев, Олег Алексеевич (тренер)
Олег Алексеевич Зайцев (род. 24 августа 1952, Москва) — советский и российский тренер, главный тренер сборной России по прыжкам в воду (2009—2016). Мастер спорта СССР международного класса (1980). Заслуженный тренер РСФСР (1989).

## Биография
Родился 24 августа 1952 года в Москве. Начал заниматься прыжками в воду в возрасте 10 лет у Регины Самсоновой. В 1965—1966 годах тренировался под руководством Бориса Клинченко. С 1967 по 1980 год с ним работала Евгения Богдановская.
В 1967 году был победителем первенства СССР среди юниоров. В 1970-х годах неоднократно становился призёром соревнований на Кубок СССР.
В 1976 году окончил ГЦОЛИФК. В 1980 году завершил свою спортивную карьеру. С 1980 по 2003 год занимался тренерской деятельностью в ЦСКА. В 1985—1991 годах работал с чемпионом СССР и победителем Игр доброй воли Сергеем Ломановским.
В 2000—2007 годах участвовал в судействе крупнейших международных соревнований в том числе Олимпийских игр в Сиднее (2000) и Афинах (2004).
С января 2009 по октябрь 2016 года был главным тренером сборной России по прыжкам в воду. В 2012 году, выступая под его руководством на Олимпийских играх в Лондоне, она завоевала золотую и серебряную медали в прыжках с трёхметрового трамплина.
Награждён орденом Дружбы (2003) и медалью ордена «За заслуги перед Отечеством» II степени (2013).